# スーパー電リクサンデーヒットパラダイス
スーパー電リクサンデーヒットパラダイス（スーパーでんリクサンデーヒットパラダイス）は、ニッポン放送で、1987年10月11日から1990年10月7日まで、毎週日曜日の午前7:00から12:00まで5時間放送されていたワイドラジオ番組である。通称「サンパラ」。1989年10月15日以降の本番組のタイトルは「高杢禎彦のサンデーヒットパラダイス」（たかもくよしひこ - ）。

## 概要
本番組スタート前、1987年10月4日までの毎週日曜日7時 - 12時の枠は、当時この枠内に有った8番組を「朝から音楽めいっぱい!!サンデーモーニングワイド」のタイトルでくくっていたが、同年10月の改編でこの枠を1枠の生ワイド番組に改め、本番組がスタートした（『不二家歌謡ベストテン』の不二家、『リクエスト合戦』の福助、『渡辺美奈代 背のびしてルージュ』の角川書店グループはそれぞれ引き続き本番組のスポンサーに入った）。
初代メインパーソナリティはジャドーズ。6か月後の1988年4月10日からメインパーソナリティが高杢禎彦に交替。電話、はがき、FAXと街頭アンケートによるリクエストをまとめ、その週のベスト20を決定していた。1989年10月8日までは主にリクエスト、ランキング、情報、ゲストコーナーによって占められていたが、同年10月15日からバラエティコーナーを多く開始し、同時に高杢の冠番組にタイトルを改めた。
1988年8月7日（広島から）、同年12月11日（仙台から）、同年12月18日（広島から）、1989年7月30日（仙台から）、同年8月6日（秋田から）、同年8月13日（大阪から）、同年8月27日（広島から）、同年9月5日（福岡から）の各回はそれぞれの各地方局から生放送を行っている。1990年10月7日の最終回は公開生放送を行った。
1989年10月8日までは、10位〜1位のランキング発表のパートは、そのまま東海ラジオ放送、ABCラジオでもネット。両局では本番組開始後もタイトルを『不二家歌謡ベストテン』のまま、タイトル差し替えの形で放送。同年10月15日以降は『不二家スーパーチャートNo.1』と改題され、本番組のベスト10ランキングパートが東海ラジオ、ABCで放送されていた（1990年4月以降は不二家が降板したことにより『スーパーチャートNo.1』として放送）。
1990年3月で放送終了する三宅裕司のヤングパラダイスをこの番組が終了と誤解するリスナーが多数居た。同年4月の三宅裕司のヤングパラダイス最終回スペシャルに高杢がゲスト出演した際、そのエピソードについて語っていた。

## パーソナリティ
メインパーソナリティ
- ジャドーズ（藤沢秀樹、斎藤謙策、島村幸男　1987年10月11日〜1988年4月3日）
- 高杢禎彦（当時チェッカーズ　1988年4月10日〜1990年10月7日）[6][7]

パートナー
- 井上みよ（1987年10月11日〜1988年4月3日）
- 桑原美保（1988年4月10日〜1989年10月8日）
- 天野なぎさ（1989年10月15日〜1989年12月31日）
- 増山さやか（ニッポン放送アナウンサー　1990年1月21日〜1990年9月）

### コーナーパーソナリティ
- 大土井裕二（当時チェッカーズ　1989年4月〜1990年10月7日）
- RIKACO（1989年10月15日〜1990年10月7日）
- YOU（1989年10月15日〜1990年10月7日　「キャンパス天国」コーナー出演）
- RiNA（高橋里奈）（1989年10月15日〜1990年10月7日）
他

## タイムテーブル

### 1988年4月10日〜1989年10月8日
7時台
- 7:00 オープニング
  - 7:00 オープニング・おめざめリクエスト（1989年4月から）
- 7:10 タカモクの朝刊ですよ〜!（1989年3月まで）
  - 7:10 リクエスト（1989年4月から）
- 7:20 リクエスト
- 7:30 ニッポン放送ニュース・天気予報・交通情報
- 7:40 リクエスト
  - 7:40 モクの朝だよ!!（1989年4月から）
- 7:55 天気予報・交通情報

8時台
- 8:00 テレセン情報局（1989年3月まで）
  - 8:00 サンパラpick up! 〜ウイークリーニュース（1989年4月から）
- 8:10 今日の天気予報リクエスト
- 8:20 TPOリクエスト（1989年3月まで）
  - 8:20 ユージのめっけもん!（1989年4月から）
- 8:30 交通情報
- 8:33 ゲスト登場(1) （1988年9月まで）
  - 8:33 今週の早起きアイドル（1988年10月〜1989年3月）
  - 8:33 TPOリクエスト（1989年4月から）
  - 8:40 リクエスト（1989年4月から）
- 8:55 交通情報

9時台
- 9:00 リクエスト（1988年9月まで）
  - 9:00 今週の特集／最新アルバム・コンサートライブ情報（1988年10月〜1989年3月）
  - 9:00 サンパラアルバム人気トップ10（1989年4月から）
- ニッポン放送ニュース・天気予報・交通情報（この直前のコーナーの後）
- 9:30 今日の特集（1988年9月まで）
  - 9:40 リクエスト（1988年10月〜1989年3月）
  - 9:30 サンパラティーンズステーション（1989年4月から）

10時台
- 10:00 ゲスト登場(2)（1988年9月まで）
  - 10:00 今日のスペシャルゲスト（1988年10月から）
- 10:30 電リク締め切り告知
- 10:40 今週の20〜16位発表
- 10:50 今週の15〜11位発表

11時台
- 11:00 今週の10〜7位発表
- 11:20 今週の6〜4位発表
- 11:30 今週の3〜2位発表
- 11:40 発表!今週の第1位
- 11:50 エンディング

### 1989年10月15日〜1990年4月1日
- 7:00 オープニング・リクエストばんばん
- 7:30 ニッポン放送ニュース・天気予報・交通情報
- 7:58 天気予報
- 8:00 モクのキャンパス天国
- 8:30、8:55 交通情報
- 9:00 モクとRIKACOのトラブルバスターズ
- 9:25 ニッポン放送ニュース・天気予報・交通情報
- 9:58 交通情報
- 10:00 不二家スーパーチャートNo.1
- 11:00 キューピットコールどっきんデート
- 11:30 ノンストップオーラス電リク

### 1990年4月8日〜1990年10月7日
7時台
- 早い者勝ちクイズ!!早起きは3問の得(1)
- モクの3枚の短冊
- 7:30 ニッポン放送ニュース・天気予報・交通情報
- 伝言ダイヤル 朝イチリクエスト
- 太っ腹タカモクのクイズ朝めし前
- 7:56 交通情報

8時台
- 早い者勝ちクイズ!!早起きは3問の得(2)
- 職業選択の自由の裏
- 8:30 交通情報
- ユージが汗かきバン!バン!バン!
- とびだせMOKUのキャンパス天国
- 8:55 交通情報

9時台
- 早い者勝ちクイズ!!早起きは3問の得(3)
- 大激論トラブルジャーナル
- 9:25 ニッポン放送ニュース・天気予報・交通情報
- かけこみゲストコーナー
- 9:58 交通情報

10時台
- スーパーチャートNo.1
- 今週のトンガリチャート
- フューチャリングコーナー

11時台
- 思い入れリクエスト作戦
- ノンストップオーラス電リク
（出典：[8]）

## ネット局
- 東海ラジオ放送 - 毎週日曜日 11:00〜11:45
- ABCラジオ - 毎週日曜日 9:00〜9:45
いずれも『不二家歌謡ベストテン』→『不二家スーパーチャートNo.1』→『スーパーチャートNo.1』として、ジャドーズ、高杢のメインパーソナリティで放送。